# Premio TV - Premio regia televisiva 1997
La trentasettesima edizione del Premio Regia Televisiva, condotta da Daniele Piombi con Antonella Clerici e Federica Panicucci, si svolse al teatro Ariston di Sanremo nel 1997 e trasmessa in diretta su Rai Uno.  

## Premi

### Top Ten (migliori dieci programmi)
- Anima mia (Rai 2)
- Quelli che il calcio (Rai 2)
- Turisti per caso (Rai 3)
- Mai dire gol (Italia 1)
- Target (Canale 5)
- Striscia la notizia (Canale 5)
- Il Fatto (Rai 1)
- Ci vediamo in TV (Rai 2)
- Superquark (Rai 1)
- Blob (Rai 3)
- Pinocchio (Rai 2)

Le trasmissioni premiate sono undici anziché dieci, poiché si è verificato un ex aequo.

### Miglior programma in assoluto
- Anima mia

### Miglior personaggio femminile
- Natalia Estrada

### Miglior personaggio maschile
- Fabio Fazio